# Clase internacional

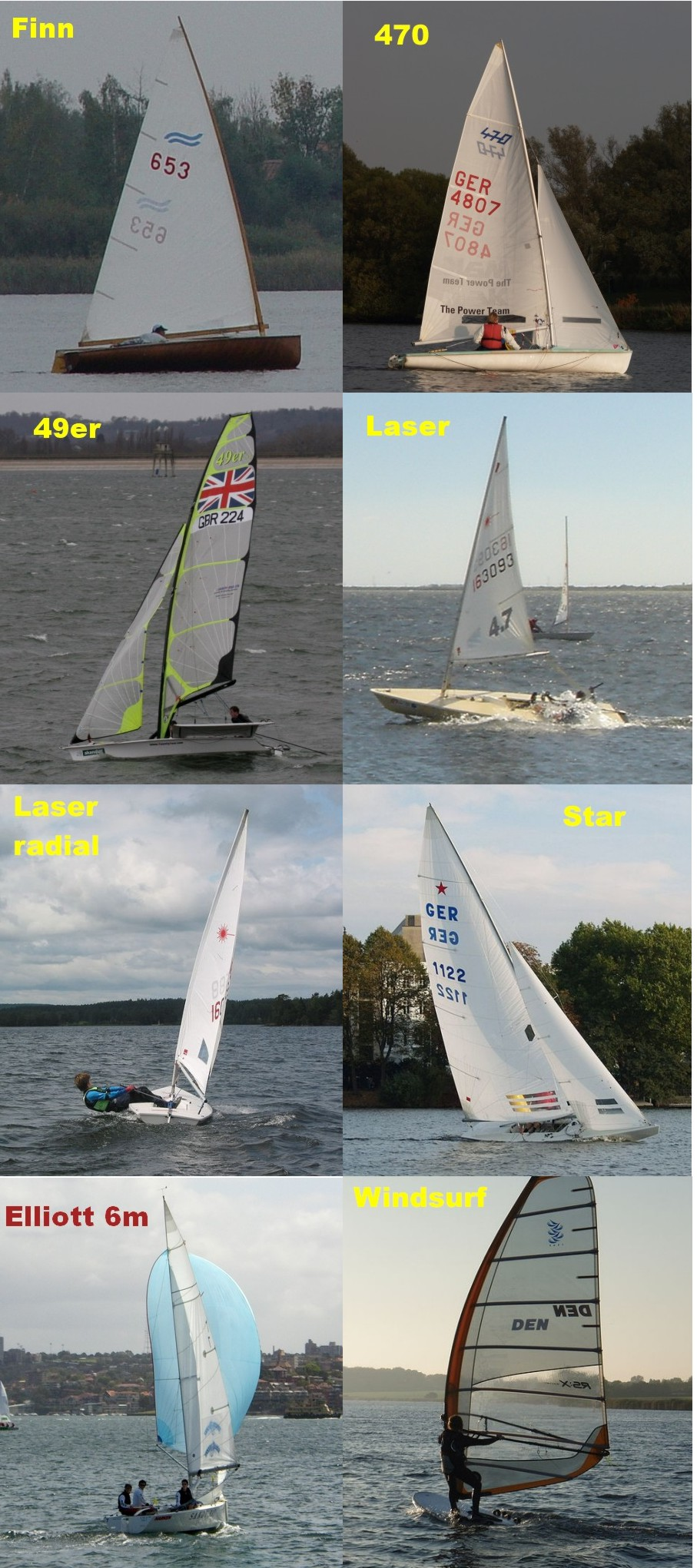
Tipos de clases internacionales de navíos.

Clase internacional era la denominación oficial de aquellas clases de embarcaciones a vela que específicamente habían sido aprobadas como tales por la Federación Internacional de Vela (ISAF), único organismo competente para otorgar este estatus. Para conseguirlo habían de cumplir una serie de requisitos, tales como un elevado nivel competitivo de la clase, un elevado número de unidades en activo, una importante implantación en diferentes países, una perfecta administración, un mantenimiento riguroso de reglas internas, etc.
Antes de ser reconocida como Clase internacional, una clase podía ser denominada Clase reconocida, que era el estatus anterior a su admisión como Clase internacional cuando alcanzaba todos los requisitos exigidos por la ISAF.
Esta denominación dejó de utilizarse en 2016, cuando el listado de clases internacionales era el siguiente:
| - 2,4 metros - 29er - 420 - 470 - 49er - 5,5 metros - 505 - 6 metros - 8 metros - 12 metros - Access 2.3 - Access 303 - Access Liberty - Cadet - Contender - Dragon - Elliott 6m - Enterprise - Etchells - Europe | - Finn - Fireball - Flying Dutchman - Flying Fifteen - Flying Junior - Hai - H-boat - International 14 - International One Design - J/22 - J/24 - J/80 - Laser - Laser SB3 - Lightning - Melges 24 - Melges 32 - Micro - Mirror - Moth | - OK - Optimist - Platu 25 - RC44 - Snipe - Soling - Sonar - Splash - Star - Sunfish - Tempest - Topper - Ultimate 20 - Vaurien - Yngling - Zoom 8 |

En la actualidad, la Federación Internacional de Vela (ISAF) solamente considera 7 tipos de embarcaciones.
| Categoría                | Clases |
| ------------------------ | --- |
| Olímpica                 | - 470 - 49er - 49erFX - Finn - RS:X - Láser - Laser Radial - Nacra 17 |
| Embarcaciones con orza   | - 29er - 420 - 470 - 49er - 49er FX - 505 - B14 - Byte - Cadet - Contender - Enterprise - Europe (clase olímpica femenina 1992 - 2004) - Finn - Fireball - Flying Dutchman (clase olímpica 1960 - 1992) - Flying Junior - GP14 - International 14 - Láser - Laser 4.7 - Laser II - Laser Radial - Lightning - Mirror - Moth - Musto Performance Skiff - O'pen BIC - OK Dinghy - Optimist - RS100 - RS 500 - RS Feva - RS Tera - Snipe - Splash - Sunfish - Tasar - Topper - Vaurien - Zoom 8 |
| Multicasco               | - A-Catamaran - Dart 18 - Formula 16 - Formula 18 - Hobie 14 - Hobie 16 - Hobie Dragoon - Hobie Tiger - Hobie Wildcat - Nacra 17 - Nacra Infusion - SL16 - Topcat K1 - Tornado (clase olímpica 1976 - 2008) - Viper |
| Embarcaciones con quilla | - 12 metros - 2.4 metros - 5.5 metros - 6 metros - 8 metros - Hansa 2.3 - Hansa 303 - Hansa Liberty - Dragon (clase olímpica 1948 - 1972) - Elliott 6m - Etchells - Flying Fifteen - H-Boat - J/22 - J/24 - J/70 - J/80 - Melges 20 - Melges 24 - Melges 32 |
| Tablas                   | - Formula Experience - Formula Windsurfing - Funboard - IKA - Formula Kite - IKA - Open - IKA - Twin Tip Racing - Kona - Mistral (clase olímpica 1996 - 2004) - Neil Pryde RS:One - Neil Pryde RS:X - Raceboard - Speed Windsurfing - Techno 293 |
| Crucero                  | - Class 40 - Farr 30 - Farr 40 - International Maxi Association - J/111 - Open 60 Monohull - Soto 40 - Swan 45 - Swan 60 - TP52 - X-35 - X-41 |
| Radiocontrol             | - Marblehead - One Metre - RC A Class - Ten Rater |